# Lek apteczny
Lek apteczny (preparat galenowy) – produkt leczniczy, który zgodnie z ustawodawstwem polskim jest sporządzony w aptece wg przepisu zawartego w Farmakopei Polskiej lub farmakopeach uznawanych w państwach członkowskich Unii Europejskiej i jest przeznaczony do wydawania bezpośrednio w tej aptece
Leki apteczne nie są – podobnie jak leki recepturowe – lekami gotowymi, wyprodukowanymi w fabryce farmaceutycznej, ale w odróżnieniu od recepturowych, sporządzane są według receptur opracowanych i opublikowanych w farmakopei krajowej lub któregoś z państw UE. Leki takie nie są zatem sporządzane – w odróżnieniu od recepturowych – na zapotrzebowanie konkretnego pacjenta, zapisane w recepcie od lekarza, tylko „na skład”, po to, aby w razie pojawienia się zapotrzebowania były natychmiast dostępne.